# Asplenium × alternifolium
Asplenium × alternifolium là một loài dương xỉ trong họ Aspleniaceae. Loài này được Wulfen mô tả khoa học đầu tiên năm 1781.
Danh pháp khoa học của loài này chưa được làm sáng tỏ. 

## Hình ảnh